# 月亭八斗
月亭 八斗（つきてい はっと）またはきり亭 たん方（きりてい たんぽう、1980年8月9日 - ）は、落語家。本名∶畠山 敬之。血液型はA型。身長は178cm。よしもと秋田県住みます芸人。出囃子は『クックロビン音頭』。

## 来歴・人物
兵庫県芦屋市出身。芦屋市立朝日ヶ丘小学校、芦屋市立山手中学校卒業、兵庫県立芦屋南高等学校時代は水球部の主将で県4位（当時県には水球部が4校しかなかった）。18歳で就職し、10年間サラリーマン生活をするが2008年8月20日、月亭八方に入門。噺家への道を志したのは『ひどくひどく落ち込んだ時に、落語家と落語に出会い前向きに生きられるようになれ、自分もそんな存在になりたい』と思ったから。
初舞台は、2009年5月31日。アークカルチャーでの第10回月亭会で、演目は『色事根問』。
名前の由来は、兄弟子たちである遊方の『UFO』、八天（当時、現：7代目月亭文都）の『天』、八光の『光』と同じように、天文や宇宙に関係する壮大なスケールの名前を、という師匠の思いから北斗七星の『斗』をとって八斗となる。
2015年4月より三代目兵庫県住みます芸人に就任。2019年4月より四代目秋田県住みます芸人に就任し、高座名も八方の命名による「きり亭 たん方」に改めた。
桂文福命名のキャッチフレーズは『ハッ!と驚くタメゴロウ』。女優の加藤夏希がつけたキャッチフレーズは『光なう氏』。
得意ネタは『動物園』、3代目桂春団治直伝の『代書』など。

## エピソード
- よしもとの先輩・シルクの大ファンでラジオよしもと むっちゃ元気!（ラジオ大阪）内で募集していた『Silclub』の会員番号は3番。その会員証（10番以内はゴールドカード）は常に持ち歩いている。素人時代には『螺旋階段ミルク（非常階段シルクのパロディ）』というペンネームで色々なラジオ番組に投稿し、様々なノベルティグッズを集めるのを趣味としていた。
- KinKi Kidsの堂本光一とは、幼稚園、小学校、中学校が同じ（光一が2学年上）。芦屋市立山手中学校ではジャルジャル福徳の3学年上の先輩にもあたる。
- 修行時代から服装や髪型がすこし派手。それは『名前だけでも覚えてもらって〜の前に、服装だけでも～』という気持ちから。素人時代はもっと派手な格好をしていた。
- 現在は比較的落ち着いた地味な格好で黒髪。本人はやっぱり落語家ですからと言うが、実際は頭髪が薄くなってきたのをごまかす為とも話す。
- 高血圧症を患っている。

## 出演
- JAみどりの広場（秋田テレビ、MC）